# اللجنة الوطنية لمكافحة التبغ
اللجنة الوطنية لمكافحة التبغ هي  لجنة وطنية سعودية مكونة من عدد من الجهات الحكومية تعنى بمكافحة التبغ وتطبيق الأنظمة والقرارات الداعمة لهذه الغاية، أنشأت بقرار من مجلس الوزراء بتاريخ 1 /2 / 1428هـ الموافق 19 /2 / 2007م، وتهدف اللجنة إلى حماية أفراد المجتمع من مشكلة التبغ والحد من نسبة تعاطي التبغ لمختلف شرائح المجتمع، وخاصة بين صغار السن، وذلك لتكوين مجتمع صحي معافى وتحقيق شعار «نحو مجتمع خال من التبغ».

## رئيس وأعضاء اللجنة[1]
يرأس اللجنة وزير الصحة السعودية وبعضوية ممثلين من الجهات التالية:-
- وزارة الداخلية.
- وزارة الشؤون البلدية والقروية والإسكان.
- وزارة الصحة.
- وزارة المالية.
- وزارة الإعلام.
- وزارة التعليم.
- وزارة التجارة.
- وزارة الموارد البشرية والتنمية الاجتماعية
- وزارة الرياضة.
- وزارة الشؤون الإسلامية والدعوة والإرشاد.
- الهيئة العامة للغذاء والدواء.

## أهداف اللجنة[1]
- حماية افراد المجتمع من وباء التبغ.
- الحد من نسبة تعاطي التبغ لمختلف شرائح المجتمع، وبخاصة بين صغار السن، للإسهام في تكوين مجتمع صحي سليم لتحقيق شعار «نحو مجتمع خال من التبغ».

## أنشطة ومهام اللجنة[2]
- وضع السياسات العامة لمساعدة المدخنين ووقاية غير المدخنين وتحديد الحد الأقصى المقبول به من النيكوتين والقطران.
- اقتراح الأنظمة واللوائح لتنظيم مكافحة التبغ على الا تتضمن حظرا لدخول التبغ إلى المملكة أو اقتراح زيادة الرسوم الجمركية أو أي نوع من الضرائب الا بعد التوثق من التزامات المملكة في منظمة التجارة العالمية.
- التأسيس للأنشطة المختلفة التي تنشد الحد من تعاطي التبغ وتسهم في الإقلاع عنه. وإعداد ودعم الدراسات والبحوث والمسوحات التي تحد من انتشار المشكلة وتبعاتها.
- عقد الندوات والمؤتمرات العلمية. ودعم عيادات مكافحة التبغ في المملكة وتطوير طرق العلاج الطبي. والاتصال والتنسيق مع الجهات الأخرى التي تهتم بمكافحة التبغ داخل المملكة وخارجها.
- وضع برامج تدريب وتأهيل العاملين من الكوادر الوطنية لمكافحة التبغ. والاستفادة من التخصصات والخبرات ذات العلاقة (علم نفس، علم اجتماع..إلخ). وتشجيع المساعدات المادية والعينية الداعمة لأنشطة مكافحة التبغ.